# Гелница (район)
Район Гелница (словац. Okres Gelnica) — район Словакии. Находится в Кошицком крае. 74 % территории района покрыто лесами (пихта, ель, бук), что является словацким рекордом.

## Население
| Год:        | 1994   | 2004    | 2014    | 2024    |
| ----------- | ------ | ------- | ------- | ------- |
| Broj ljudi: | 30 034 | 31 006  | 31 504  | 31 787  |
| Разница:    |        | +3,23 % | +1,60 % | +0,89 % |

| Год:                | 2023   | 2024    |
| ------------------- | ------ | ------- |
| Количество человек: | 31 736 | 31 787  |
| Разница:            |        | +0,16 % |

### Статистические данные (2001)
Национальный состав:
- Словаки — 90,3 %
- Цыгане — 6,8 %

Конфессиональный состав:
- Католики — 72,5 %
- Греко-католики — 9,7 %
- Лютеране — 3,9 %
- Православные — 1,0 %